# Ehueun jezik
Ehueun jezik (ekpenmen, ekpimi, epimi; ISO 639-3: ehu), nigersko-kongoanski jezik uže skupine edoid, kojim govori 14 200 ljudi (2000) u nigerijskoj državi Ondo; 5 766 (1963). Ehueun je najsrodniji jeziku ukue [uku] s kojim zajedno s jezicima iyayu [iya] i uhami [uha], svi iz Nigerije, čini sjeverozapadnu edoid podskupinu osse.

## Vanjske poveznice
- Ethnologue  (14th)
- Ethnologue  (15th)